# Aleksander Szymański (szachista)
Aleksander Szymański (ur. 24 stycznia 1933 w Warszawie, zm. 27 marca 2011) – polski szachista, z zawodu fizyk.

## Kariera szachowa
W latach 1952 i 1953 dwukrotnie wystąpił w finałach mistrzostw Polski. Największy sukces odniósł w swoim debiucie, zdobywając w Katowicach brązowy medal mistrzostw kraju. Rok później, w mistrzostwach rozegranych w Krakowie, zajął XIII miejsce. Dwukrotnie reprezentował barwy Polski na akademickich mistrzostwach świata, w latach 1955 (w Lyonie) oraz 1956 (w Uppsali).
W 1957 r. był współautorem (obok Władysława Litmanowicza) książki pt. Reflektorem po szachownicach świata.
Według retrospektywnego systemu Chessmetrics, najwyżej sklasyfikowany był w listopadzie 1953 r., zajmował wówczas 200. miejsce na świecie.